# Synagoge (Danzig-Mattenbuden)
Koordinaten: 54° 20′ 45″ N, 18° 39′ 39″ O
Die Polnische Synagoge in Danzig wurde 1844 in der damals westpreußischen Stadt errichtet.

## Geschichte
Nachdem ein Vorgängerbau zwischen 1838 und 1844 abgebrannt war, wurde die äußerlich schlichte Synagoge in Mattenbuden (Straße, heute ul. Szopy) in der Danziger Niederstadt östlich der Speicherinsel errichtet. Ihre Ausstattung soll prunkvoll und im orientalischen Stil gewesen sein. Sie bot 1000 Personen Platz. 
Als orthodoxe Synagoge wurde sie die polnische genannt. Deshalb blieb sie auch nach Eröffnung der großen Danziger Synagoge (1887) weiter bestehen. 
Bereits im Herbst 1937 kam es im Freistaat, in dem die NSDAP mit absoluter Mehrheit regierte, zu pogromartigen Ausschreitungen gegen jüdische Händler. Beim Novemberpogrom 1938 wurde die Synagoge niedergebrannt und 1939/1940 abgerissen.